# Balisac
Balisac (en francès Balizac) és un municipi francès situat al departament de la Gironda i a la regió de la Nova Aquitània.

## Demografia
| 1962                                       | 1968 | 1975 | 1982 | 1990 | 1999 | 2007 |
| ------------------------------------------ | ---- | ---- | ---- | ---- | ---- | ---- |
| 222                                        | 252  | 234  | 266  | 272  | 321  | 400  |
| Des de 1962: població sense dobles comptes |      |      |      |      |      |      |

## Administració
| Període   | Identitat      | Partit        |
| --------- | -------------- | ------------- |
| 1989-2020 | Michel Lacome  | Divers gauche |
| 2020-     | Nathalie Duluc |               |